# هارلم (کالیفرنیا)
هارلم (به انگلیسی: Harlem) یک منطقهٔ مسکونی در ایالات متحده آمریکا است که در شهرستان مونتری، کالیفرنیا واقع شده‌است. هارلم ۷۰ متر بالاتر از سطح دریا واقع شده‌است.